# Норфлет (Арканзас)
Норфлет (енгл. Norphlet) град је у америчкој савезној држави Арканзас.

## Демографија
По попису из 2010. године број становника је 844, што је 22 (2,7%) становника више него 2000. године.
| Група             | 2000.       | 2010.       |
| Белци             | 771 (93,8%) | 774 (91,7%) |
| Афроамериканци    | 26 (3,2%)   | 34 (4,0%)   |
| Азијати           | 0 (0,0%)    | 0 (0,0%)    |
| Хиспаноамериканци | 18 (2,2%)   | 23 (2,7%)   |
| Укупно            | 822         | 844         |